# Бранилац (1. сезона)
Прва сезона драмске телевизијске серије Бранилац је емитована током 2021. године на РТС 1. Прва сезона садржи 9 епизода.

## Радња
Серија "Бранилац", рађена је према истинитим догађајима по књигама адвоката Оливера Ињца "Велике адвокатске одбране", адвоката Филоте Филе "Бранио сам на смрт осуђене", као и по оригиналним предметима адвоката Вељка Губерине и адвоката Томе Филе. 
Ова серија, на филмски узбудљив начин, елементима драме и трилера, дочараће нам животне приче обичних људи, који су се нашли у ситуацијама са којима нису умели или нису могли да се носе. 
Окосница свих прича су љубав, утицај средине у којој живе, борба за моћ, са заплетима које само живот може да креира. Све приче пратимо из угла адвоката - бранилаца у потрази за истином, који нас воде кроз животе главних актера и поступно нам расветљавају околности које су довеле до злочина.
Прва сезона обрађује шест случајева који ће бити приказани у 9 епизода. Случајеви које ова серија обрађује бирани су са више аспеката. По томе до које мере су узбуркали и изазвали интересовање јавности али и по умећу адвоката да помере границе у одбрани човека. Иако смештене у неко друго време (Југославија, од 1955 - 1975), ове приче одишу савременошћу, јер су људске мањкавости и људски греси увек исти.

## Епизоде
| Бр. у серији | Бр. у сезони | Назив                                 | Редитељ          | Сценариста                      | Премијерно емитовање |
| --- | ------------ | ------------------------------------- | ---------------- | ------------------------------- | -------------------- |
| 1 | 1            | Трагедија једног Кордунаша, први део  | Јелена Светличић | Владимир Манчић и Биљана Максић | 21. септембар 2021.  |
| Прича нас води у 1968. годину у град Карловац у коме Раде Ђанковић и његова жена Мирјана живе наизглед мирним и складним животом, све док се у њихов живот не умеша успешни потпоручник Милован Вујисић. Милован и Мирјана започињу љубавну везу, која ће довести до фаталних последица. Адвокат Вељко Губерина преузима одбрану оптуженог... |              |                                       |                  |                                 |                      |
| 2 | 2            | Трагедија једног Кордунаша, други део | Јелена Светличић | Владимир Манчић и Биљана Максић | 28. септембар 2021.  |
| Након тешког обрачуна у кафани "Шаран", Раде се предаје полицији. Кроз ток суђења откриће се све околности које су довеле до трагичног догађаја. Да ли ће адвокат Вељко Губерина успети да спаси живот ономе који се слепо препушта љубави према погрешној жени? |              |                                       |                  |                                 |                      |
| 3 | 3            | Ко је убио Витомира, први део         | Јелена Светличић | Владимир Манчић и Биљана Максић | 5. октобар 2021.     |
| Враћамо се у 1959. годину у село Лисовић. Синиша и Урош били су прве комшије и најбољи пријатељи, све док сумња и сеоске приче нису почеле да раздиру њихов однос. Синиша и Урош били су прве комшије и најбољи пријатељи, све док сумња и сеоске приче нису почеле да раздиру њихов однос. У јеку њихових размирица, дешава се убиство Синишиног сина Витомира. Адвокат Филота Фила преузима одбрану оптуженог.                                                             |              |                                       |                  |                                 |                      |
| 4 | 4            | Ко је убио Витомира, други део        | Јелена Светличић | Владимир Манчић и Биљана Максић | 12. октобар 2021.    |
| Након хапшења оптуженог, за убиство малог Витомира, кроз ток истраге и суђења, одмотава се клупко људских судбина које су последице чаршијских прича, осуда и оговарања, љубавних сумњи које изједају и разарају и на крају доводе до трагичних дешавања. Адвокат Филота Фила, веровао је до краја у невиност свог клијента. Да ли је успео и да га одбрани? |              |                                       |                  |                                 |                      |
| 5 | 5            | Јездимир Гајић                        | Јелена Светличић | Владимир Манчић и Биљана Максић | 19. октобар 2021.    |
| У овој епизоди одлазимо у село Тополовник, 1972. године. Две породице, које су генерацијама живеле у добрим и складним односима, долазе у сукоб због парцеле. Како то обично бива због метра земље нико не одступа, не помишљајући да ће цена тог метра бити сам живот. Адвокат Тома Фила поново се налази у одбрани неодбрањивог... |              |                                       |                  |                                 |                      |
| 6 | 6            | Двоструко убиство у Мачви             | Јелена Светличић | Владимир Манчић и Биљана Максић | 26. октобар 2021.    |
| Идемо у 1957. годину, у мачванско село Доња Борина. Миран сеоски живот прекинут је неочекиваним убиством Станимира Којића и Славојке Петровић. Адвокат Слободан Суботић преузима одбрану оптуженог и враћа нас на период од пре пет година, када је Славојка Петровић, као сироче без родитеља, стигла у село и била прихвћена у дому сеоског свештеника... |              |                                       |                  |                                 |                      |
| 7 | 7            | Случај Точиловац 1. део               | Јелена Светличић | Владимир Манчић и Биљана Максић | 2. новембар 2021.    |
| Враћамо се у Београд и 1966. годину. Једне јулске ноћи, у Београду десило се убиство адвоката Сотировског, док је његова супруга Љубица са децом била на мору. Убиство угледног адвоката изазвало је толико велику пажњу јавности, да је полиција под притиском морала да пронађе убицу. Одбрану оптуженог преузима адвокат Вељко Губерина. Са развојем истраге, као и саме одбране, разоткривамо све Љубичине тајне...                                                      |              |                                       |                  |                                 |                      |
| 8 | 8            | Случај Точиловац 2. део               | Јелена Светличић | Владимир Манчић и Биљана Максић | 9. новембар 2021.    |
| Љубинко Точиловац, након првог суђења на којем је осуђен на казну смрти која је замењена максималном казном у трајању од 20 година строгог затвора, напокон одлучује да се брани. Адвокат Вељко Губерина указује на озбиљне пропусте истраге која је под притиском јавности морала да укаже на кривца. Љубица одлази у Париз са др Боројевићем, упркос чињеници да је позвана као сведок на суђењу Точиловцу. Да ли је случај Точиловац, победа или пораз адвоката Губерине? |              |                                       |                  |                                 |                      |
| 9 | 9            | Један дан до живота                   | Јелена Светличић | Владимир Манчић и Биљана Максић | 16. новембар 2021.   |
| Одлазимо у 1973. годину, у град Зајечар. Љубав између Зорице и Драгана је била типична младалачка љубав. Како је време одмицало, Зорица је почела да примећује велику посесивност и љубомору у Драгановом понашању. Због све учесталијих свађа и претњи, Зорица напушта Драгана, што ће довести до трагедије несагледивих размера. Да ли ће адвокат Вељко Губерина успети да спаси живот ономе који живот није ни желео?                                                     |              |                                       |                  |                                 |                      |